# Giuseppe Moro
Giuseppe Moro (Carbonera, 16 de janeiro de 1921 - 28 de janeiro de 1974) foi um futebolista italiano que atuava como meio-campo.

## Carreira
Giuseppe Moro fez parte do elenco da Seleção Italiana de Futebol na Copa do Mundo de 1950, no Brasil.